# Michail Solomonowitsch Boguslawski
Michail Solomonowitsch Boguslawski (russisch Михаил Соломонович Богуславский; * 1. Mai 1886 in Krjukow, Gouvernement Poltawa, Russisches Kaiserreich; † 1. Februar 1937) war ein sowjetischer Gewerkschafter und jüdischer Sozialist.
Boguslawski schloss sich 1917 den Bolschewiki an und kämpfte im Bürgerkrieg in der Ukraine. Von 1920 bis 1927 übernahm er wichtige Regierungsfunktionen in Moskau.
Boguslawski war Mitglied in verschiedenen Oppositionsgruppen gegen den Stalinismus wie der Linken Opposition, wo er zu den führenden Köpfen gehörte. 1927 wurde er aus der Partei ausgeschlossen und verbannt, 1929 kapitulierte er. Im zweiten der Moskauer Prozesse wurde er zum Tode verurteilt und erschossen.